# Julija Michailowna Leschnewa

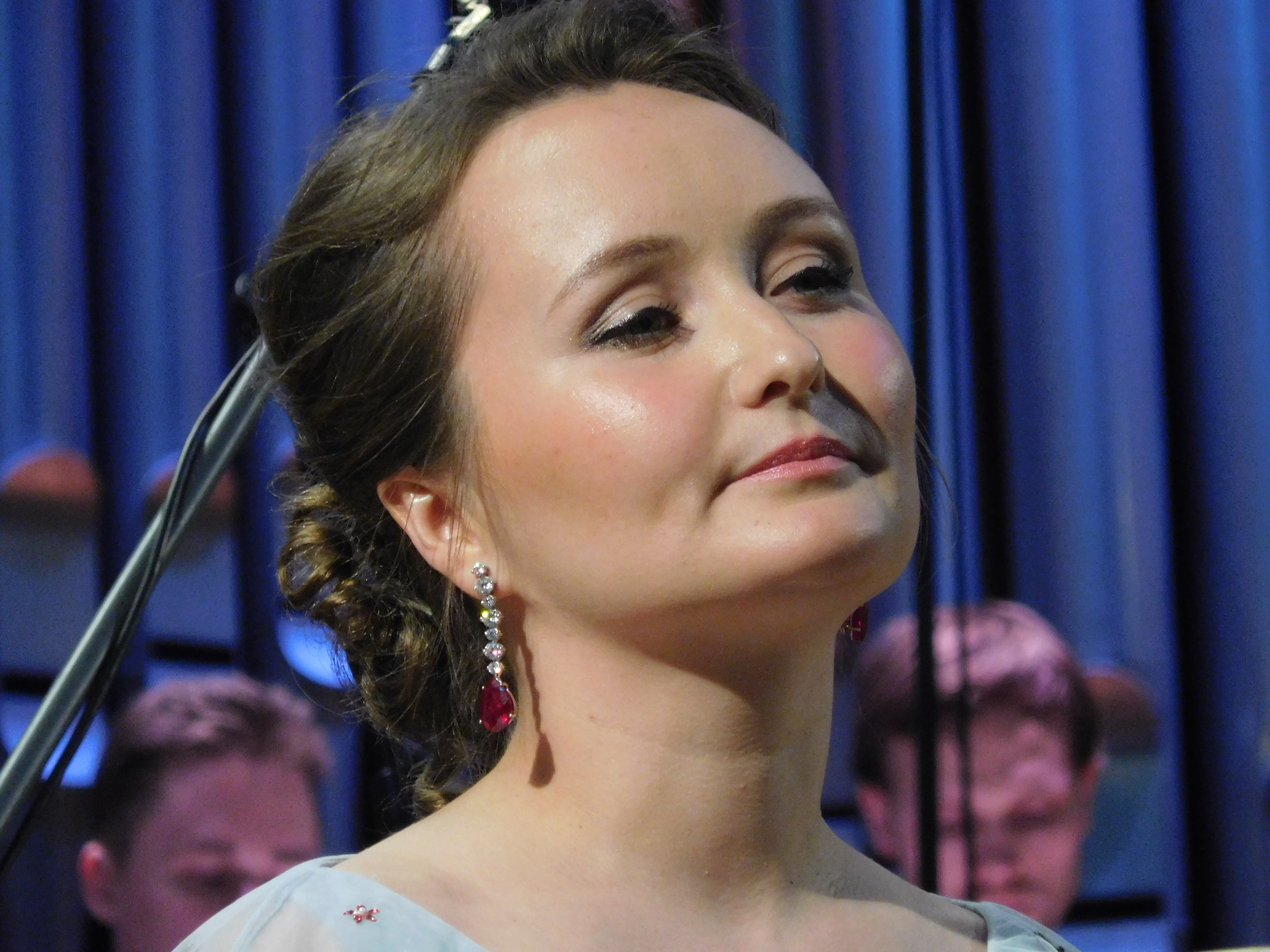
Julija Michailowna Leschnewa. Moskau, 2018

Julija Michailowna Leschnewa (russisch Юлия Михайловна Лежнева; auch: Julia Lezhneva; geboren 5. Dezember 1989 in Juschno-Sachalinsk) ist eine russische Sopranistin.

## Leben und Wirken
Julija Leschnewa ist die Tochter zweier Geophysiker. Mit 16 Jahren nahm sie an einem Gesangswettbewerb der russischen Operndiva Jelena Wassiljewna Obraszowa teil, die ihr riet, Rossini zu singen. Leschnewa studierte Gesang am Moskauer Konservatorium, an der Cardiff International Academy of Voice und am Londoner Royal College of Music. Sie besuchte Meisterklassen unter anderem bei Jelena Obraszowa, Yvonne Kenny, Alberto Zedda und Thomas Quasthoff. Einen entscheidenden Einfluss auf ihre Stimmbildung hatte Giovanni Antonini. Ihr internationaler Durchbruch gelang 2010 unter Marc Minkowski bei der Salzburger Musikwoche. Kurz darauf debütierte Leschnewa bei den Salzburger Festspielen. Am 18. Dezember 2020 hatte sie ihr Debüt mit dem Symphonieorchester des Bayerischen Rundfunks unter Herbert Blomstedt beim Benefiz-Konzert zu Gunsten des Adventskalenders der Süddeutschen Zeitung, das aufgrund der COVID-19-Pandemie ohne Publikum stattfand, aber als Video-Stream im Internet bereitgestellt wurde.

## Auszeichnungen
- 2009: 6th Mirjam Helin Gesangswettbewerb  1. Preis
- 2009: Russischer Preis „Triumph“
- 2010: 1. Paris International Opera Competition, 1. Preis
- 2011: „Nachwuchssängerin des Jahres“ bei Opernwelt
- 2011: Gramophone's Editor's Choice: Rossini     Arias CD
- 2011: MDR 'CD des Jahres' Rossini Arias CD
- 2011: Diapason  d'Or de l'Année 'Young Artist': Rossini Arias CD
- 2013: Oper des Jahres (Opera Awards): ALESSANDRO CD
- 2013: BBC Music Magazine (CD des Monats): ALESSANDRO CD
- 2013: Diapason d'Or de l'Année: ALESSANDRO CD[2]
- 2013: Choc de l'Année: ALESSANDRO CD
- 2013: Muse d'Or: ALESSANDRO CD
- 2013: Stanley Sadie Handel Recording Prize: ALESSANDRO CD
- 2013: ECHO Klassik als „Nachwuchskünstlerin (Gesang)“
- Luister-10 (Bericht): ALLELUIA  CD
- 2013: Gramophone's Editor's Choice: ALLELUIA CD
- 2013: Echo Klassik: ALLELUIA CD
- 2014: International Classical Music Awards Preis: Pergolesi CD (mit Philippe Jaroussky)
- 2014; Helpmann Awards (Beste klassische Solo Auftritt des Jahres) – Australia, für den Auftritt beim Hobart Baroque Festival
- 2018: Opus Klassik für die CD „Opera Arias“ von Carl Heinrich Graun; Concerto Köln, Mikhail Antonenko